# Septotheca tessmannii
Septotheca tessmannii là danh pháp khoa học của một loài cây gỗ trong họ Malvaceae. Nó cũng là loài duy nhất hiện tại đã biết của chi Septotheca . Loài này là bản địa khu vực Peru, Colombia và Brasil.

## Phân loại
Là thành viên của họ Cẩm quỳ (Malvaceae), S. tessmannii hiện nay được coi là có vị trí không rõ ràng trong Malvatheca, với mối quan hệ có thể là thuộc về nhánh riêng của chính nó, độc lập với cả phân họ Cẩm quỳ (Malvoideae) và phân họ Gạo (Bombacoideae).